# Manuel Maria da Silva Bruschy
Manuel Maria da Silva Bruschy (Rio de Janeiro, 15 de dezembro de 1813 — Conceição Nova, Lisboa, 12 de setembro de 1873), também referido por Manuel Maria da Silva Brusco, foi um militar do Exército Português e jurista que se destacou como jornalista, escritor e político.

## Biografia
Segundo o advogado e futuro presidente da República Manoel D'Arriaga, era "esse grande moralista, filósofo e jurisconsulto que foi um dos limiares de Jurisprudência pátria e quem nos dirigiu os primeiros passos na carreira forense".
Era também "extremamente simpático que devia exercer na tribuna de advogado uma forte influência no auditório".   
José da Silva Mendes Leal igualmente refere-se a ele como "homem deveras, homem na tempera e no juízo, na segurança da palavra e na rigidez do animo, homem dos séculos passados pela opinião como na inteireza, mas homem do seu século pela ilustração como pela amenidade, e daqueles que dizia Sá de Miranda «de um peito aberto e limpo e fé lavada!»".
Bacharel em Direito pela Universidade de Coimbra (1830 a 1845), cavaleiro professo da Ordem de Cristo, exerceu advocacia em Lisboa.
Foi um dos sócios fundadores do Grémio Literário, onde criou e deu um curso de Direito romano.
Pertencente a uma família ligada à corte do Paço Real, estando esta na altura no Brasil, ele nasce na sua capital de então e veio para Portugal Continental, em 1921, acompanhando o rei D. João VI.
Em 1930 dá o início aos seus estudos académicos em Coimbra.
Logo após alista-se como partidário de D. Miguel participando na Guerra Civil Portuguesa, servindo como tenente de engenharia, e depois no Partido Legitimista. Em 1834 abandonou Portugal, para estar exilado devido à sua posição política ter sido derrotada, e foi para o Rio de Janeiro estudar medicina e depois para Paris, para aí mudar para ciências naturais.
Depois, para continuar a defender os seus ideais tradicionalistas, participou na Guerra Carlista de Espanha, alistando-se em 1837, tomando parte na Expedição Real, com o seu batalhão 4.º de Castela, caindo prisioneiro. Regatado por Ramón Cabrera, incorporou no seu comando onde ficou afetado ao corpo de engenheiros do Exército de Aragão e Valência, ascendendo ao posto de tenente-coronel de infantaria. Ainda assim voltou a ficar prisioneiro, na caída de Canhete e foi expulso desse país.
De regresso ao Reino de Portugal arruinado é recebido pelo comendador José Pereira Palha que lhe fez a proposta de ser o perceptor dos seus filhos na Universidade Coimbra, que lhe abriu a porta para também ele aí acabar os estudos. 
Nessa altura, publicou no jornal literário A Semana (Cabo Verde), na Revista Académica, em Coimbra. De novo em Lisboa, colabora na fundação e na direcção dos jornais legitimistas da época, A Nação e no Almanaque Português, assim como, escreveu diversas obras de direito, de história, um drama histórico.

## Obras
- «D. João primeiro: drama histórico em 5 actos», Typ. de A. Sebastião Coelho, Lisboa, 1841, coautoria com José Maria da Silva Leal[13].
- «Annotações ao Compendio de direito romano de Waldeck», Imprensa da Universidade de Coimbra, 1846[7]
- «Portugal e o seu Exército», Lisboa, 1867[14]
- «Manual do direito civil portuguez, segundo a novíssima legislação», Rolland & Semiond, Lisboa, 1868[15]
- «Pep del Oli. Episodio da guerra carlista em Hespanha»[16]

## Dados genealógicos
Filho de João Carlos Bruschy
Casado a primeira vez, com sua prima D. Francisca de Paula.
Casado a segunda vez, a 20 Fevereiro 1860 em Santa Maria de Belém, Lisboa, com:
- Maria da Luz de Sousa Castelo Branco[2] (Coração de Jesus, Lisboa, 24 de Novembro de 1843 – S. Jorge de Arroios, Lisboa, 16 de Agosto de 1878), filha de Emília Rita Adelaide de Lacerda[17] e de José de Sousa de Castelo Branco, nascido em 1821. em Leiria, 16.º senhor do Guardão. 10.º senhor do prazo do Lagar d'El-Rei. Administrador dos morgados do Alecrim, do Moinho-Novo, da Banda de Além e condecorado com a Medalha da Real Efígie de D. Miguel[18].

Tiveram um filho:
- Manuel Maria Augusto da Silva Bruschy (Anjos, Lisboa, 22 de Fevereiro de 1864[19] – Cascais, 27 de Março de 1951), Director geral da Fazenda Pública e Secretário Geral do Ministério das Finanças[20][21], casado em 23 de Fevereiro de 1895, nos Anjos, Lisboa, com Francisca Amélia Salinas Figueira Freire Caldeira de Mendanha. Com geração.